# Marcel Florkin
Marcel Florkin (* 15. August 1900 in Lüttich; † 3. Mai 1979 ebenda) war ein belgischer Biochemiker und Professor an der Universität Lüttich.
Florkin studierte Medizin an der Universität Lüttich und wurde dort promoviert. Er war Direktor des Biochemischen Institutes der Universität Lüttich.
Florkin war ein Pionier der vergleichenden Biochemie und des Studiums der evolutionären Aspekte der Biochemie. Er gilt auch als Mitbegründer der Biosemiotik, mithilfe derer er die Interaktionen zwischen Biomolekülen zu beschreiben suchte.
1946 erhielt Florkin den Francqui-Preis. 1951 war er Mitgründer der Belgischen Gesellschaft für Biochemie und Molekularbiologie. Florkin war zudem Präsident der 1964 gegründeten International Academy of the History of Medicine. 1961 wurde er korrespondierendes und 1970 volles Mitglied der Académie royale des Sciences, des Lettres et des Beaux-Arts de Belgique. Seit 1961 war er Mitglied der Leopoldina und seit 1955 Ehrenmitglied (Honorary Fellow) der Royal Society of Edinburgh.
Er war Herausgeber von Comparative Biochemistry (mit H. S. Mason, 1960 bis 1964), Chemical Zoology (mit B. T. Scheer 1967 bis 1978) und Comprehensive Biochemistry (mit E. H. Stotz, 1962 bis 1979).

## Schriften
- Biochemical Evolution, Academic Press 1949 (zuerst französisch 1944)
- Biochemical aspects of some biological concepts, 1. Internat. Congress of Biochemistry, Cambridge 1949
- L’evolution biochimique et la radiation physiologique des systemes biochimiques chez les animaux, Proc. 6. Internat. Congress of Biochemistry, Moskau 1961, Pergamon Press 1963
- mit E. Schoffeniels: Molecular approaches to ecology, Academic Press 1969